# Final Masquerade
Pour les articles homonymes, voir Masquerade.
Singles de Linkin Park
Until It's Gone
(2014) Heavy
(2017)
Pistes de The Hunting Party
Drawbar A Line In The Sand
Final Masquerade est le troisième single du sixième album studio The Hunting Party du groupe de nu metal américain Linkin Park. Il est dévoilé le 8 juin 2014 sur MTV. La chanson est produite par Mike Shinoda et Brad Delson, et coproduite par Emile Haynie.

## Développement
Dans un article extrait de Metal Hammer, la chanson se situe « plus vers le titre A Thousand Suns que celui de Hybrid Theory [...] La chanson inclut les prestations vocales de Chester Bennington les mieux menées de l'album,. »
Un vidéoclip officiel est annoncé en production en juin 2014, avec Mark Pellington à la réalisation. Une vidéo lyrique est diffusée plus tôt, sur la page Facebook officielle de Linkin Park, et en téléchargement le 10 juin 2014. Le clip officiel est dévoilé en exclusivité sur MTV le 29 juillet 2014.

## Accueil
Dans le classement de Billboard, la chanson est positivement accueillie.

### Classements
| Classement (2014)                       | Meilleure position |
| --------------------------------------- | ------------------ |
| Australie (ARIA)                        | 43                 |
| Belgique (Wallonie Ultratop 50 Singles) | 46                 |
| Danemark (Tracklisten)                  | 34                 |
| Espagne (PROMUSICAE)                    | 35                 |
| France (SNEP)                           | 45                 |
| Hongrie (Single Top 40)                 | 5                  |
| Nouvelle-Zélande (RMNZ)                 | 30                 |
| Portugal (AFP)                          | 22                 |
| Suisse (Schweizer Hitparade)            | 64                 |
| UK Rock (The Official Charts Company)   | 2                  |
| US Rock Digital Songs (Billboard)       | 6                  |